# Francesco Cavalli
Pietro Francesco Cavalli (Crema, 1602. február 14. – Velence, 1676. január 14.) olasz barokk zeneszerző, a velencei operaiskola Claudio Monteverdi mellett legkiemelkedőbb alakja.

## Élete
Eredeti neve Francesco Caletti Bruni. Apja Giovanni Battista Caletti a város katedrálisának orgonistája és kórusmestere volt. Cavalli gyermekkorában a katedrális kórusában énekelt és már ekkor kitűnt énektudásával. 1616-ban egy velencei nemes, Frederico Cavalli pártfogásába vette, és magával vitte Velencébe. Később patrónusa iránti tiszteletből vette fel a Cavalli nevet. Velencében lehetősége nyílt zenei tanulmányai folytatására: a Szent Márk-székesegyház kórusának lett a tagja, ahol a kor egyik legnevesebb zeneszerzőjétől, Claudio Monteverditől tanult. 1620-ban a San Giovanni e Paolo templom orgonistája lett. Legelső ismert zeneműve egy motetta, 1625-ben jelent meg a Ghirlanda sacra című gyűjteményben. 1630-ban feleségül vett egy gazdag nemesi családból származó lányt, Maria Sozomeno-t. A házasság biztosította számára az anyagi biztonságot és lehetővé tette, hogy több időt szentelhessen a komponálásnak. 
1639-ben a San Marco második orgonistájává nevezik ki. Ez évben került színre első operája a Le nozza di Teti e di Peleo.  A következő években egymás után komponálta az operáit és sikert, sikerre halmozott velük: Dafne (1640), Didone (1641), Egisto(1642), Ormindo (1644), Giasone (1649), La Calisto (1651) stb.. Operái hamar meghódították Itália operaszínpadait és rövid időn belül Párizsban is színre kerültek. 1652-ben nagy tragédia érte a zeneszerzőt: meghalt a felesége.  A következő nyolc évben egymás után mutatták be operáit Velence, Milánó, Nápoly, Róma színházai. De ennek ellenére Velence jelentette operáinak természetes közegét. Két jelentéktelen darab (Orione, Milánó 1653; L’Hipermestra, Firenze, 1658), valamint a rövid párizsi tartózkodás alatt született Ercole amante kivételével minden operáját velencei színházak számára készítette.  
1656-ban adta ki Musiche saere című gyűjteményét, amelyben miséit, zsoltár és himnusz megzenésítéseit gyűjtötte egybe. 1659-ben Mazarin meghívta Párizsba és felkérte egy opera komponálására XIV. Lajos és Mária Terézia spanyol infánsnő esküvőjének alkalmából. Cavalli 1660-ban érkezett a francia fővárosba és két évig maradt. Az Ercole amante végül 1662-ben került bemutatásra a Tuileriák színházában, egy évvel az esküvő után. A díszleteket Vigarani, a balett-intermezzókat Lully készítette. Az előadás hatalmas pompával ment végbe, de nem aratott túl nagy sikert. A francia közönség ízlésének jobban megfeleltek Lully operái, mint Cavalli darabja, de a mű mégis ösztönzőleg hatott a Lully nyomán kialakuló francia opera fejlődésére. 
1662-ben Cavalli visszatért Velencébe, ahol a Szent Márk-székesegyház orgonistája, majd 1668-tól kórusmestere lett. Pályája utolsó éveiben egyre határozottabban mutatkozott meg az érdeklődése a történelmi témák iránt. Egymás után komponálta történelmi tematikájú operáit: Scipione Africano (1664), Mutio Scevola (1665), Pompeo Magnó (1666), Coriolano (1669), Eliogabalo (?). 1676-ban január 14-én Velencében halt meg 74 éves korában.

## Munkássága
Első operája a Le nozza di Teti e di Peleo a legrégebbi fennmaradt velencei opera. A római opera mintáját követi, bővelkedik rövidebb hangszeres részekben, kórusokban és együttesekben, amelyek a cselekmény menetébe illeszkednek. A recitativo uralkodó, de időközönként átalakul ariosóvá, zárt formát azonban nem alkot. Az ária, együttesek, a recitativo és a zenekari részek Cavalli más operáiban sem különültek el határozottan, operáiban nem alakított ki zárt formákat. Jellemző a prológus alkalmazása. Az Il Giasone előtérbe helyezi a heroikus-komikus opera elemeket. Az argonauták történetét gazdagítja komikus elemekkel, a komikus és a komoly figurák közötti ellentétet zeneileg is kifejezi. Itt már uralkodóvá válik a szólóének, visszaszorul a recitativo. A Il Giasone a 17. század legtöbbet játszott operája lett. A komikus-heroikus elemek megfigyelhetők a nemrégiben René Jacobs által felújított La Calistoban is. 
A zenekar és a kórus létszáma Monteverdihez képest lecsökkent Cavalli operáiban, ennek okai elsősorban a szűk anyagi lehetőségekben keresendők. Cavalli kezei alatt az opera énekhangra és a basso continuóra korlátozódik, a kórus csak közbeszúrva kap helyet. Jól megfigyelhető ez, a Magyar Állami Operaházban is színre vitt Ormindóban. A szólisták mindennél fontosabb szerepet kapnak, a kórus hiánya miatt operáit általában együttesekkel zárja. Ez figyelhető meg az Ormindóban is. Cavalli operái még lényegükben egységes egészet alkotnak.
L’Ercole amante című darabjában stílusát megpróbálja a francia opera stílusához igazítani. A darab jó lehetőséget nyújt tömegjelenetekre, pompára, hatalmas színpadi gépezet működtetésére. A műben számos önálló zenekari rész található.  Cavalli operái mellett írt egyházzenei műveket, miséket, kantátákat, zsoltár és himnusz megzenésítéseket is. Nyugaton több operáját is elővették az elmúlt években. A 2009-2010-es évadban a chicago-i operaház is bemutatja egyik darabját.

## Operái
- Le nozze di Teti e di Peleo (1639)
- La Dafne (1640)
- La Didone (1641)
- L'Amore innamorato (1642)
- La virtù de' strali d'Amore (1642)
- L'Egisto (1643)
- L'Ormindo (1644)
- La Doriclea (1645)
- Il Titone (1645)
- Il Giasone (1649)
- L'Euripo (1649)
- L'Orimonte (1650)
- L'Oristeo (1651)
- La Rosinda (1651)
- La Calisto (1652)
- L'Eritrea (1652)
- Il Delio (La Veremonda, l'amazzone di Aragona) (1652)
- L'Orione (1653)
- Il Ciro (1654)
- L'Hipermestra (L'Ipermestra) (1654)
- Il Xerse (1655)
- L'Erismena (1655)
- La Statira (Statira principessa di Persia) (1655)
- L'Artemisia (1657)
- Impermnestra (1658)
- L'Antioco (1659)
- Il rapimento d'Helena (Elena) (1659)
- L'Ercole (Ercole amante) (1662)
- Scipione affricano (1664)
- Mutio Scevola (Muzio Scevola) (1665)
- Il Pompeo Magno (1666)
- L'Eliogabalo (1667)
- Coriolano (1669)
- Massenzio (1673)